# 글라이신
글리신(영어: glycine) (기호: Gly or G)은 단백질의 생합성에 사용되는 α-아미노산이다. 글리신은 α-아미노기(생물학적 조건에서 양성자화된 −NH3+ 형태), α-카복실기(생물학적 조건에서 탈양성자화된 −COO− 형태) 및 곁사슬인 단일 수소 원자를 포함하고 있다. 글리신은 화학식이 NH2‐CH2‐COOH이며, 가장 단순한 안정된 아미노산(카르밤산은 불안정함)이다. 글리신은 단백질생성성 아미노산들 중 하나이다. 글리신은 GG로 시작하는 모든 코돈(GGU, GGC, GGA, GGG)에 의해 암호화되어 있다. 글리신은 조밀한 형태로 인해 단백질의 2차 구조에서 α-나선의 형성에 필수적이다. 같은 이유로 콜라겐 삼중 나선에서 가장 풍부한 아미노산이다. 글리신은 억제성 신경전달물질이기도 한데, 척수 내 글리신의 방출을 방해하면(예: 파상풍균(Clostridium tetani) 감염시) 억제되지 않는 근육 수축으로 인한 경련성 마비를 유발할 수 있다.
글리신은 유일한 비카이랄성 단백질생성성 아미노산이다. 글리신은 단 하나의 수소 원자로 구성된 최소한의 곁사슬로 인해 친수성 또는 소수성 환경에 적합할 수 있다.

## 역사 및 어원
글리신은 1820년에 프랑스의 화학자 앙리 브라코노에 의해 젤라틴을 황산으로 끓여서 가수분해하여 발견되었다. 브라코노는 글리신을 "젤라틴의 당(sugar of gelatin)"으로 불렀지만, 프랑스의 화학자 장 바티스트 부생고는 글리신이 질소를 함유하고 있다는 것을 보여주었다. 당시 독일의 화학자 유스투스 폰 리비히의 학생이었던 미국의 화학자 에벤 노턴 호스포드는 "글리코콜(glycocoll)"이라는 이름을 제안했다. 그러나 스웨덴의 화학자 옌스 야코브 베르셀리우스는 더 단순한 이름인 "글리신(glycine)"을 제안했다. 글리신이란 이름은 "달콤한 맛(sweet tasting)"을 의미하는 그리스어 "γλυκύς"로부터 유래했는데, 이것은 당단백질(glycoprotein) 및 포도당(glucose)에서의 접두사인 "글리코-(glyco-)" 및 "글루코-(gluco-)"와도 관련이 있다. 1858년에 프랑스의 화학자 오귀스트 앙드레 토마 카우르는 글리신이 아세트산의 아민임을 결정했다.

## 생산
글리신은 가수분해된 단백질에서 분리할 수 있지만, 이러한 경로는 화학 합성에 의해 보다 편리하게 제조할 수 있기 때문에 사용되지 않는다. 두 가지 주된 과정 중 하나는 클로로아세트산을 암모니아로 아미노화하여 글리신 및 염화 암모늄을 생성하는 것이고, 다른 하나는 미국과 일본에서의 주요 합성 방법인 스트레커 아미노산 합성이다. 이러한 방식으로 연간 약 15,000톤의 글리신이 생산된다.
글리신은 또한 암모니아 부산물의 반응으로부터 발생하는 에틸렌다이아민테트라아세트산(EDTA)의 합성에서 불순물로 같이 생성된다.

## 화학 반응
글리신의 산-염기 특성은 매우 중요하다. 수용액에서 글리신은 양쪽성이다. pH 2.4 이하에서 글리신은 글리시늄이라고 하는 암모늄 양이온으로 전환된다. 대략 pH 9.6 이상에서 글리신은 글리시네이트라고 하는 음이온으로 전환된다.
|  |

글리신은 많은 금속 이온들에 대해 두 자리 리간드로 작용하여 전이금속 아미노산 착물을 형성한다. 전형적인 복합체는 시스 및 트랜스 이성질체 모두에 존재하는 Cu(글리시네이트)2, 즉 Cu(H2NCH2CO2)2이다.
산 염화물을 사용하면 글리신은 히푸르산 및 아세틸글리신과 같은 아미도카복실산으로 전환된다. 아질산을 사용하면 글리콜산을 얻을 수 있다(반 슬라이크 측정). 아이오딘화 메틸을 사용하면 아민이 4차화되어 다음과 같이 천연 생성물인 트라이메틸글리신이 생성된다.
H
3N+
CH
2COO−
 + 3 CH3I  →  (CH
3)
3N+
CH
2COO−
  +  3 HI
글리신은 글리실글리신의 형성을 시작으로 펩타이드를 생성하기 위해 자체적으로 응축된다.
2 H
3N+
CH
2COO−
  →  H
3N+
CH
2CONHCH
2COO−
  +  H2O
글리신 또는 글리실글리신을 열분해하면 고리형 다이아마이드인 2,5-다이케토피페라진이 생성된다.
글리신은 알코올과 함께 에스터를 형성한다. 이들은 종종 염산염, 예를 들어 글리신 메틸 에스터 염산염으로 분리된다. 그렇지 않으면 유리 에스터가 다이케토피페라진으로 전환되는 경향이 있다.
이작용기 분자로서 글리신은 많은 시약들과 반응한다. 이들은 아미노기 중심 반응(N-중심 반응)과 카복실기 중심 반응(C-중심 반응)으로 분류할 수 있다.

## 물질대사

### 생합성
글리신은 3-포스포글리세르산으로부터 유도되는 아미노산인 세린으로부터 체내에서 생합성되기 때문에 사람의 식단에 필수적인 것은 아니지만, 글리신 생합성을 위한 대사 능력은 콜라겐 합성의 필요성을 충족시키지 못한다. 대부분의 생물에서 세린 하이드록시메틸기전이효소는 보조 인자인 피리독살 인산을 통해 이러한 전환 과정을 촉매한다.
세린 + 테트라하이드로폴산 → 글리신 + 5,10-메틸렌테트라하이드로폴산 + H2O
척추동물의 간에서 글리신 합성은 글리신 생성효소(글리신 절단효소라고도 함)에 의해 촉매된다. 이러한 반응은 가역적이다.
CO2 + NH+
4 + 5,10-메틸렌테트라하이드로폴산 + NADH + H+  ⇄  글리신 + 테트라하이드로폴산 + NAD+
세린으로부터 합성되는 것 외에도 글리신은 간과 콩팥의 기관 간 대사를 통해 트레오닌, 콜린 또는 하이드록시프롤린으로부터 유도될 수 있다.

### 분해
글리신은 세 가지 경로를 통해 분해된다. 동물과 식물에서 우세한 경로는 위에서 언급한 글리신 생성효소 경로의 반대 과정이다. 이와 관련한 효소 시스템을 일반적으로 글리신 절단 시스템이라고 한다.
글리신 + 테트라하이드로폴산 + NAD+  ⇄  CO2 + NH+
4 + 5,10-메틸렌테트라하이드로폴산 + NADH + H+
두 번째 경로에서 글리신은 두 단계로 분해된다. 첫 번째 단계는 글리신이 세린 하이드록시메틸기전이효소에 의해 세린으로 전환되는 것이다. 그런 다음 세린은 세린 탈수효소에 의해 피루브산으로 전환된다.
세 번째 경로에서 글리신은 D-아미노산 산화효소에 의해 글리옥실산으로 전환된다. 그런 다음 글리옥실산은 NAD+ 의존성 반응에서 간의 젖산 탈수소효소에 의해 옥살산으로 산화된다.
글리신의 반감기와 체내로부터 제거는 섭취량에 따라 크게 달라진다. 한 연구에서 반감기는 0.5~4.0 시간으로 다양했다.
글리신은 폴산을 표적으로 하는 항생제에 극도로 민감하며, 항생제 주사 후 1분 이내에 혈중 글리신 수치가 급격히 떨어진다. 일부 항생제는 투여 후 몇 분 이내에 글리신의 90% 이상을 고갈시킬 수 있다.

## 생리적 기능
글리신의 주요 기능은 단백질의 전구체로 시용되는 것이다. 대부분의 단백질에는 소량의 글리신만 포함되어 있으며, 콜라겐은 예외적으로 하이드록시프롤린과 함께 콜라겐의 나선 구조를 형성하는 데 주기적으로 반복되는 역할을 하기 때문에 약 35%의 글리신이 포함되어 있다. In the genetic code, glycine is coded by all codons  starting with GG, namely GGU, GGC, GGA and GGG.

### 생합성 대사 중간생성물로 기능
고등 진핵생물에서 포르피린의 주요 전구체인 δ-아미노레불린산은 5-아미노레불린산 생성효소에 의해 글리신과 석시닐-CoA로부터 생합성된다. 글리신은 모든 퓨린 고리 내의 C2N 소단위체를 제공한다.

### 신경전달물질로 기능
글리신은 중추신경계, 특히 척수, 뇌줄기, 망막에서의 억제성 신경전달물질이다. 글리신 수용체가 활성화되면 염화물은 이온성 수용체를 통해 뉴런으로 들어가 억제성 시냅스후 전위(IPSP)를 유발한다. 스트리크닌은 이온성 글리신 수용체에 대한 강력한 길항제인 반면, 비쿠쿨린은 약한 길항제이다. 글리신은 NMDA 수용체에 대한 글루탐산과 함께 공동 작용제이다. 척수에서 글리신의 억제 역할과 대조적으로 이것은 흥분성인 (NMDA) 글루탐산작동성 수용체에서 촉진된다. 글리신의 LD50은 쥐(경구)에서 7930 mg/kg이며, 보통 과다흥분성으로 사망하게 된다.

## 용도
미국에서 글리신은 일반적으로 미국 약전(USP)과 기술 등급의 두 가지 등급으로 판매된다. USP 등급의 판매는 미국 글리신 시장의 약 80~85%를 차지한다. 예를 들어 정맥 주사의 경우와 같이 USP 표준보다 더 높은 순도가 필요한 경우 더 비싼 제약 등급의 글리신을 사용할 수 있다. USP 등급 표준을 충족하거나 충족하지 않을 수 있는 기술 등급의 글리신은 금속 착화 및 마감 처리와 같은 산업 분야에 사용되며, 더 낮은 가격으로 판매된다.

### 동물 및 사람의 음식물

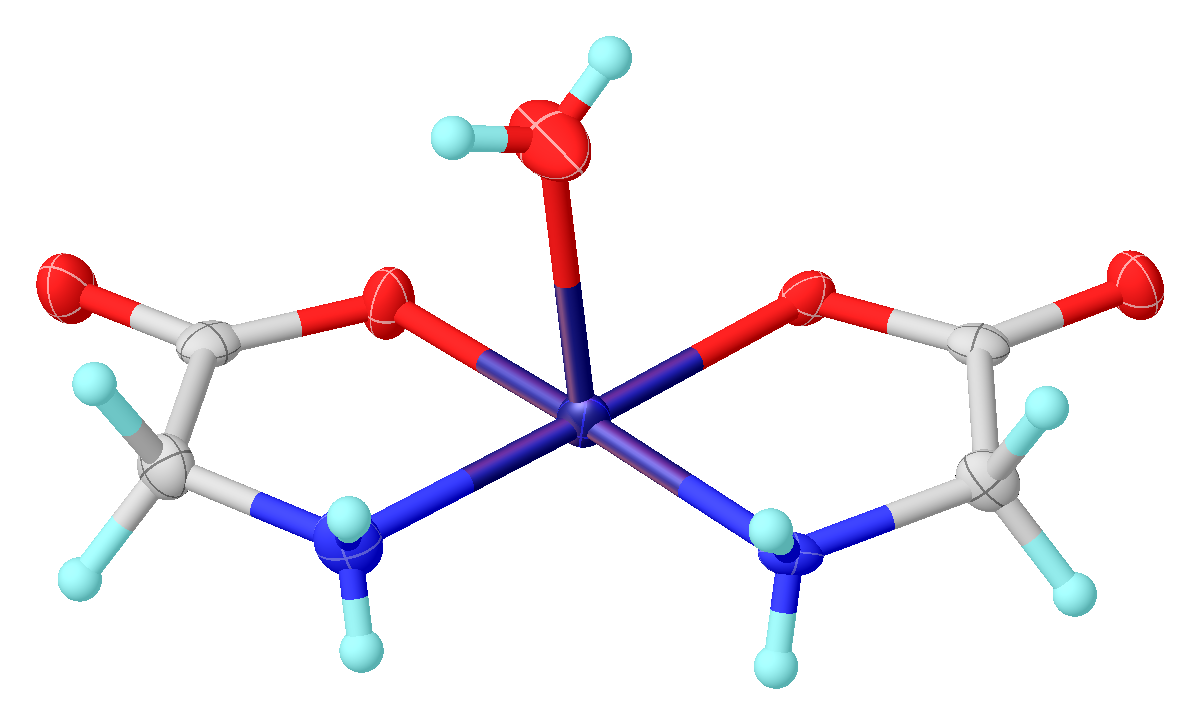
시스-Cu(글리시네이트)_{2}(H_{2}O)의 구조

글리신은 주입제를 제외하고 영양가로 인해 식품에 널리 사용되지 않는다. 대신 식품 화학에서 글리신의 역할은 향미료이다. 글리신은 약간 단맛이 나며, 사카린의 뒷맛을 상쇄시킨다. 또한 금속 이온과의 착물화로 인한 방부제로서의 특성이 있다. 금속 글리시네이트 착물(예: 글리신산 구리(II))은 동물 사료의 보충제로 사용된다.
미국 식품의약국(FDA)은 더 이상 글리신과 그 염을 사람의 식품에 사용하기에 안전한 것으로 일반적으로 인정하지 않는다.

### 화학 원료
글리신은 다양한 화학 제품의 합성에서의 중간생성물이다. 글리신은 제초제인 글리포세이트, 이프로디온, 글리포신, 이미프로트린, 에글리나진의 제조에 사용된다. 글리신은 티암페니콜과 같은 약의 중간생성물로 사용된다.

### 실험실 연구
글리신은 단백질 분석의 SDS-PAGE에 사용되는 일부 용액의 주요 구성 요소이다. 글리신은 완충제 역할을 하여 pH를 유지하고 전기영동 중 시료의 손상을 방지한다. 글리신은 또한 SDS-PAGE 젤에서 관심 있는 수많은 단백질의 프로빙을 가능하게 하기 위해 웨스턴 블롯 막에서 단백질 표지 항체를 제거하는 데 사용된다. 이를 통해 동일한 표본에서 더 많은 데이터를 추출할 수 있어 데이터의 신뢰성을 높이고 샘플 처리량과 필요한 샘플 수를 줄일 수 있다. 이 과정을 스트리핑이라고 한다.

## 우주에서의 존재
지구 밖에서 글리신의 존재는 2004년에 미국 항공 우주국(NASA)의 우주선 스타더스트가 빌트 2 혜성에서 채취해서 지구로 가져온 샘플을 분석해서 2009년에 확인되었다. 글리신의 존재는 1970년에 머치슨 운석에서 이미 확인된 바가 있다. 우주 공간에서 글리신의 발견은 생명의 "빌딩 블록"이 우주 전체에 널리 퍼져 있다고 주장하는 가설인 소위 유사 판스페르미아설을 뒷받침했다. 2016년에 로제타 우주선이 추류모프-게라시멘코 혜성 내에서 글리신을 탐지했다고 발표했다.
태양계 외부의 성간매질에서 글리신 탐지에 대한 논의가 있었다. 2008년에 막스 플랑크 전파 천문학 연구소는 궁수자리 은하 중심 근처의 거대한 가스 구름인 거대 분자 하이마트에서 글리신의 전구체(아미노아세토나이트릴)의 스펙트럼 라인을 발견했다.

## 진화
글리신은 초기 유전 부호에 의해 지정된 것으로 제안되었다. 예를 들어 초기 유전 부호의 원형(proto) 펩타이드와 유사할 수 있는 단백질의 낮은 복잡성 영역에는 글리신이 매우 풍부하다.

## 공급원
| 식품                                                | g/100g  |
| --------------------------------------------------- | ------- |
| 간식, 돼지 껍데기                                   | 11.04   |
| 참깨 가루 (저지방)                                  | 3.43    |
| 음료, 단백질 보충제 (콩 기반)                       | 2.37    |
| 잇꽃씨 분말, 부분 탈지                              | 2.22    |
| 들소고기, 쇠고기 등 (각종 부위)                     | 1.5-2.0 |
| 젤라틴 디저트                                       | 1.96    |
| 호박 씨앗                                           | 1.82    |
| 칠면조 고기 및 피부                                 | 1.79    |
| 닭고기, 브로일러, 튀김용 닭, 고기 및 피부           | 1.74    |
| 다진 돼지고기, 살코기 96%/지방 4%, 익힌 것, 크럼블  | 1.71    |
| 베이컨과 쇄고기 스틱                                | 1.64    |
| 땅콩                                                | 1.63    |
| 갑각류, 가시 랍스트                                 | 1.59    |
| 향신료, 겨자씨                                      | 1.59    |
| 살라미                                              | 1.55    |
| 견과류, 버터넛                                      | 1.51    |
| 생선, 연어, 핑크, 통조림, 물기 없는 고형물          | 1.42    |
| 아몬드                                              | 1.42    |
| 생선, 고등어                                        | 0.93    |
| 즉석 시리얼, 그래놀라, 홈메이드                     | 0.81    |
| 리크 (구근 및 아랫잎 부분), 동결 건조               | 0.7     |
| 치즈, 파마산 치즈 (및 기타)                         | 0.56    |
| 콩, 녹색, 조리된 것, 삶은 것, 물기 제거, 간 안된 것 | 0.51    |
| 빵, 단백질 (글루텐 포함)                            | 0.47    |
| 계란                                                | 0.47    |
| 콩, 흰색, 성숙한 씨앗, 조리된 것, 삶은 것, 간된 것  | 0.38    |
| 렌즈콩, 성숙한 씨앗, 조리된 것, 삶은 것, 간된 것    | 0.37    |

## 같이 보기
- 알라닌
- 트라이메틸글리신
- 아미노산 신경전달물질

## 더 읽을거리
- Kuan YJ, Charnley SB, Huang HC,  외. (2003). “Interstellar glycine”. 《Astrophys J》 593 (2): 848–867. Bibcode:2003ApJ...593..848K. doi:10.1086/375637.
- Nowak, Rachel. “Amino acid found in deep space - 18 July 2002 - New Scientist”. 2007년 7월 1일에 확인함.